# Argostemma subinaequale
Argostemma subinaequale är en måreväxtart som beskrevs av John Johannes Joseph Bennett. Argostemma subinaequale ingår i släktet Argostemma och familjen måreväxter. Inga underarter finns listade i Catalogue of Life.